# 中国石龙子
中国石龙子（学名：Plestiodon chinensis）为石龙子科石龙子属的爬行动物，俗名山弹、石龙子、猪婆蛇、四脚蛇、石龙蜥。分布于越南、台灣以及中国大陆的上海、江苏、浙江、安徽、福建、江西、湖北、湖南、广东、香港、海南、四川、贵州、云南等地，一般生活于低海拔山区、平原耕作区、住宅附近公路旁边草丛中、及树林下的落叶杂草中、丘陵地区青苔和茅草丛生的路旁以及低矮灌木林下和杂草茂密的地方。其生存的海拔范围为10至1030米。该物种的模式产地在中国。
其种加词“chinensis”意为“中国的”。

## 亚种
- 中国石龙子指名亚种（学名：Plestiodon chinensis chinensis），Pope于1935年命名。分布于越南以及中国大陆的长江以南等地。[2]
- 中国石龙子岱山亚种（学名：Plestiodon chinensis daishanensis），Mao于1983年命名。在中国大陆，分布于浙江等地。该物种的模式产地在浙江岱山。[3]
- 中国石龙子台湾亚种（学名：Plestiodon chinensis formosensis），Van Denburgh于1912年命名。分布于台灣本島。该物种的模式产地在台湾。[4]
- 中国石龙子白斑亚种（学名：Plestiodon chinensis leucostictus），Hikida于1988年命名。分布于綠島。该物种的模式产地在台湾台东绿岛。於2017年被證實為新種，命名為白斑石龍子。[5]

## 保护
本种于2023年被收录入《有重要生态、科学、社会价值的陆生野生动物名录》。